# Tolga Çevik
Tolga Çevik (Istanboel, 12 mei 1974) is een Turks acteur en komiek. Zijn grootouders behoorden tot de Turkse minderheid van Griekenland die Thessaloniki verlieten na het uiteenvallen van het Ottomaanse Rijk. Çevik studeerde aan de theaterafdeling van de Central Missouri State University. Hij was een leerling van Robin Williams en Tommy Lee Jones.
Hij is getrouwd met Özge Yılmaz, de zus van de komiek Cem Yılmaz. Ze hebben samen een dochter en een zoon.

## Filmografie

### Films
- 2000 - Herkes Kendi Evinde - Selim
- 2000 - Vizontele - Nafiz
- 2003 - Vizontele Tuuba - Nafiz
- 2004 - Hızlı Adımlar
- 2004 - Sevinçli Haller
- 2005 - Organize İşler - Süpermen Samet
- 2012 - Sen Kimsin? - Tekin Yüksek
- 2013 - Patron Mutlu Son İstiyor
- 2016 - Sen Benim HerȘeymsin
- 2025 - Kalender Pide

### Televisieseries
- 1996 - Feride - Ali
- 1998 - Salacak Öyküleri
- 2002 - Aşk ve Gurur - Savaş Timur
- 2003 - Esir Şehrin İnsanları
- 2003 - Ölümsüz Aşk - Tahsin
- 2004 - Kuş Dışı - İskender
- 2006-2008 - Avrupa Yakası - Sacit Kıral
- 2004 - Herşey Yolunda - Başar
- 2007 - Komedi Dükkanı
- 2014 - Arkadaşım Hoşgeldin
- 2016 - Müdür N'aptin
- 2017–2018 - Tolgshow
- 2021– - Tolgshow Filtresiz

- Bibliothèque nationale de France: cb16627501v (data)
- Gemeinsame Normdatei: 1030240922
- International Standard Name Identifier: 0000 0000 4925 2939
- Library of Congress Control Number: no2007022655
- Virtual International Authority File: 46534330
- WorldCat: E39PBJkhF9KbDmGbDJcY4BtdwC